# TE125型柴油机车
TE125型柴油机车（俄语：ТЭ125）是苏联的干线客运柴油机车车型之一，由位于乌克兰的伏罗希洛夫格勒内燃机车制造厂设计制造，于1978年研制成功，该型机车仅试制一台并未投入批量生产。

## 发展历史
1960年，科洛姆纳内燃机车制造厂成功研制了单机功率3000马力的TEP60型干线客运柴油机车，被广泛运用于苏联各地非电气化铁路干线，担当快速旅客列车的牵引任务。然而到了1960年代中期，随着苏联铁路客运的发展，TEP60型机车已难以满足大编组旅客列车的提速需要。科洛姆纳工厂于1964年开始生产双节重联的2TEP60型机车，配属莫斯科铁路局、十月铁路局、伏尔加铁路局，用于牵引大编组特快旅客列车，但采用2TEP60型机车牵引又同时存在着未能充分利用柴油机功率、燃油效率较差的缺点。通过经济计算表明，在同样的最高速度下，用4000马力机车代替3000马力机车能够使区段速度提高13公里/小时，并且还能降低修理费用、减少机车总数。为此，苏联重型机械工业部要求伏罗希洛夫格勒内燃机车制造厂在TE109型柴油机车的基础上，开发研制一种采用四冲程柴油机、交—直流电传动装置的4000马力干线客运柴油机车。1976年，伏罗希洛夫格勒工厂上报了新机车的技术设计方案，并于同年6月2日通过重型机械工业部评审。
1978年，伏罗希洛夫格勒工厂试制了首台TE125型干线客运柴油机车。TE125型机车的车体结构、传动系统、辅助设备等部分与TE109、TE129型机车实现了最大程度的统一化，主要特点为采用二系弹簧悬挂、架悬式转向架及轮对空心轴驱动装置，提高了机车高速运行的动力学性能。机车装用一台4000马力的2-5Д49型四冲程柴油机，并采用了ГС501АУ2型三相交流同步牵引发电机及ЭД-121型串励直流牵引电动机。机车轮周牵引功率为2950马力，最高运行速度为140公里/小时。为了满足出口需要，机车还能够采用轨距为1435毫米的准轨转向架。
机车出厂后完成了50万公里试运行，并由全苏内燃机车科学研究院进行了热工试验及台架试验。TE125型机车与同期的竞争对手——科洛姆纳工厂的TEP70型柴油机车相比，两者均采用相同的柴油机，但TE125型机车（120吨）比TEP70型机车（135吨）轻了15吨，但前者的持续牵引力（20400公斤）却比后者（17000公斤）大20%；而由于TE125型机车的最高速度（140公里/小时）比TEP70型机车（160公里/小时）底，其持续速度（39.1公里/小时）也比后者（50公里/小时）低。
虽然TE125型机车性能良好，但当时苏联交通部已经决定让TEP70型机车投入批量生产，而且东德及其他东欧国家也没有对大功率干线客运机车的需求，因此TE125型机车最终也无法在国内或国外得到市场，而唯一一台TE125型机车后来亦返厂封存。

## 参看
- TE109型柴油机车
- TE120型柴油机车
- TE129型柴油机车
- 2TE116型柴油机车